# Manulea annua
Manulea annua är en flenörtsväxtart som först beskrevs av William Philip Hiern, och fick sitt nu gällande namn av Olive Mary Hilliard. Manulea annua ingår i släktet Manulea och familjen flenörtsväxter. Inga underarter finns listade i Catalogue of Life.